# Ibacus peronii
Ibacus peronii är en kräftdjursart som beskrevs av Leach 1815. Ibacus peronii ingår i släktet Ibacus och familjen Scyllaridae. IUCN kategoriserar arten globalt som livskraftig. Inga underarter finns listade i Catalogue of Life.

## Bildgalleri

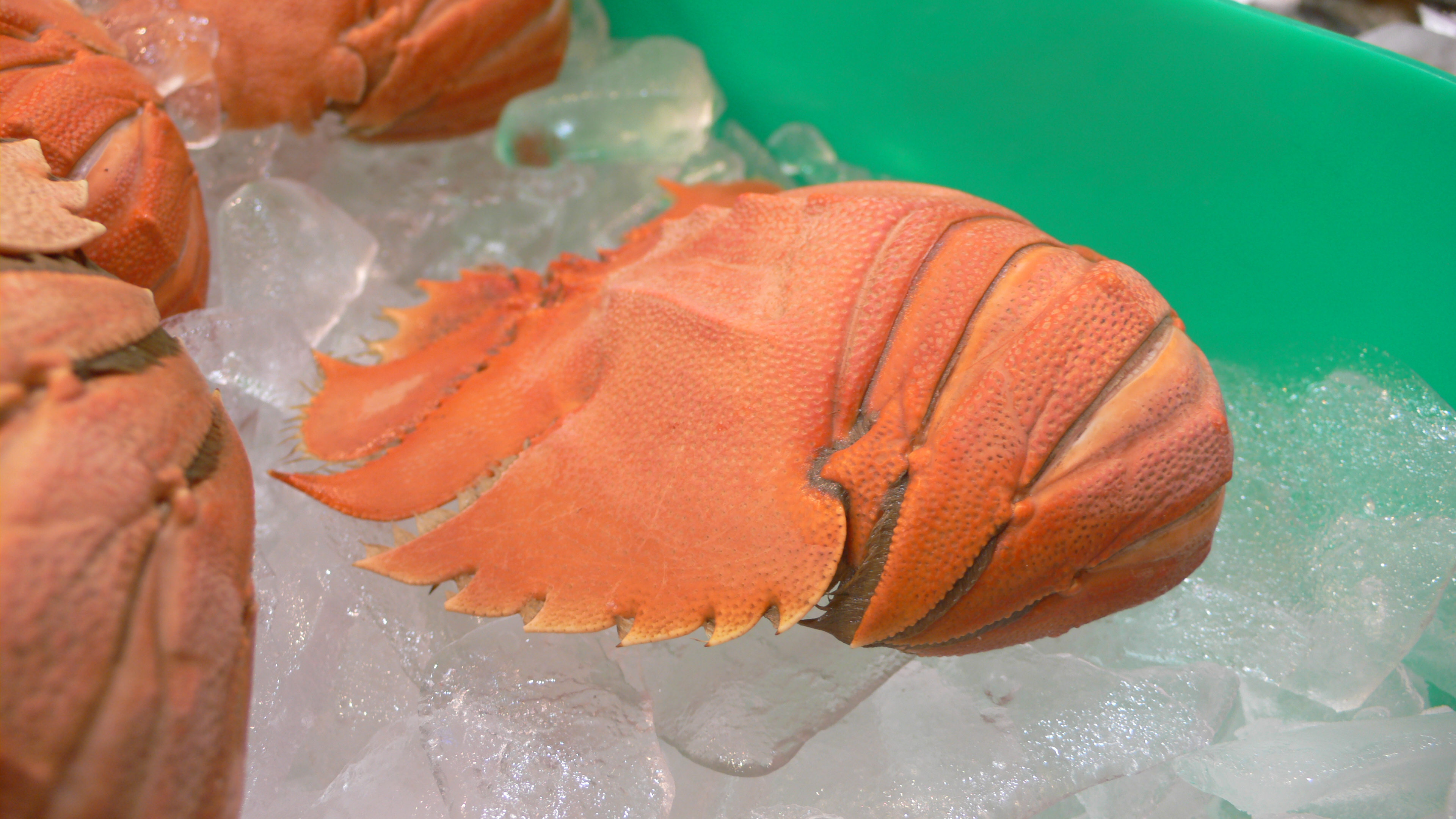